# Хапаранда
Хапаранда (на шведски: Haparanda; на фински: Haaparanta, Хаапаранта) е град в североизточна Швеция, лен Норботен. Главен административен център на едноименната община Хапаранда. Разположен е около десния бряг на устието на река Торниойоки в Ботническия залив на границата с Финландия. Намира се на около 780 km на североизток от централната част на столицата Стокхолм и на около 90 km на североизток от главния град на лена Люлео. Срещу Хапаранда на левия бряг на река Торниойоки е финландския град Торнио. Получава статут на град през 1821 г. Има пристанище и жп гара, която е единствената в Швеция за пътуване към Финландия. Населението на града е 4856 жители според данни от преброяването през 2010 г.

## Побратимени градове
- Валка, Латвия